# Alone in the Universe
Alone in the Universe –en español: «Solo en el universo»– es el decimotercero álbum de estudio del grupo británico Electric Light Orchestra, publicado por compañía discográfica Columbia Records el 13 de noviembre de 2015. El álbum, acreditado a Jeff Lynne's ELO, es el primer álbum con material original del grupo desde el lanzamiento de Zoom en 2001 y el segundo desde la desintegración de la formación original en 1986.

## Trasfondo
En 1986, tras el lanzamiento del álbum Balance of Power, Jeff Lynne disolvió la Electric Light Orchestra para centrar su actividad musical como productor durante la siguiente década. En 2001, retomó la actividad de la ELO con la publicación de Zoom, pero volvió a disolver el grupo después de que la gira programada tuviese que ser cancelada debido a la escasa venta de entradas. En los siguientes años, Lynne volvió a trabajar como productor para músicos como Tom Petty, Bryan Adams, Regina Spektor y Joe Walsh, entre otros. 
En 2012, Lynne volvió a retomar la actividad de la ELO como un proyecto personal, sin contar con ningún miembro de formaciones anteriores a excepción del teclista Richard Tandy. En octubre publicó Mr. Blue Sky: The Very Best of Electric Light Orchestra, un recopilatorio que incluyó regrabaciones de canciones del grupo. De forma paralela, Lynne publicó también Long Wave, un álbum de versiones de canciones de pop tradicional. Según el músico, la grabación de Long Wave fue inspiradora y le llevó a «experimentar» con nuevas composiciones, basadas en las cualidades de los clásicos del pop tradicional que había escogido para el álbum.
En septiembre de 2014, el grupo, bajo el nuevo nombre de Jeff Lynne's ELO, ofreció su primer concierto en varias décadas en el Hyde Park de Londres. Animado por el éxito del concierto, que agotó sus 50 000 entradas en hora y media, Lynne consideró seriamente la posibilidad de grabar un nuevo trabajo. Según el músico: «Fue magnífico. No lo podía creer. Se sabían todas las letras. [...] Fue absolutamente increíble y muy emocionante. Fue más allá de lo que podría haber imaginado. Podía sentir el amor y el placer que estaban teniendo, aplaudiendo cada canción. Es casi imposible describir el sentimiento». 

## Grabación
Jeff Lynne grabó Alone in the Universe en los Bungalow Palace Studios, su estudio personal de Los Ángeles en dieciocho meses. El músico grabó todos los instrumentos en solitario, sin contar con la participación de otros colaboradores salvo su hija Laura, que aportó los coros en dos temas, y el ingeniero Steve Jay. Según Lynne: «Toqué todo salvo la pandereta y el sacudidor, que tocó mi ingeniero Steve. Fue un ejercicio de dos hombres, con él dotando todos los botes salvavidas y yo tocando y cantando».
El 10 de septiembre de 2015, Lynne hizo pública su firma con Columbia Records para publicar el primer álbum en quince años de la Electric Light Orchestra. Dos semanas después, anunció el título del álbum y estrenó el primer sencillo, «When I Was a Boy», en el programa radiofónico de la BBC Radio 2 The Chris Evans Breakfast Show.

### Lista de canciones
| Original CD |                             |          |  |
| N.º         | Título                      | Duración |  |
| 1.          | «When I Was a Boy»          | 3:12     |  |
| 2.          | «Love and Rain»             | 3:29     |  |
| 3.          | «Dirty to the Bone»         | 3:06     |  |
| 4.          | «When the Night Comes»      | 3:22     |  |
| 5.          | «The Sun Will Shine on You» | 3:29     |  |
| 6.          | «Ain't It a Drag»           | 2:34     |  |
| 7.          | «All My Life»               | 2:50     |  |
| 8.          | «I'm Leaving You»           | 3:07     |  |
| 9.          | «One Step at a Time»        | 3:21     |  |
| 10.         | «Alone in the Universe»     | 3:54     |  |

| Temas extra (edición deluxe) |                                            |          |  |
| N.º                          | Título                                     | Duración |  |
| 11.                          | «Fault Line»                               | 2:07     |  |
| 12.                          | «Blue»                                     | 2:36     |  |
| 13.                          | «On My Mind» (solo en la edición japonesa) | 3:09     |  |

## Personal
- Jeff Lynne: todos los instrumentos.
- Laura Lynne: coros (en «Love and Rain» y «One Step at a Time»)
- Steve Jay: pandereta y sacudidor.

## Posición en listas
| País              | Lista                    | Posición |
| ----------------- | ------------------------ | -------- |
| Alemania          | Media Control Chart      | 7        |
| Australia         | ARIA Albums Chart        | 15       |
| Austria           | Ö3 Austria Top 40        | 14       |
| Bélgica (Valonia) | Ultratop 200 Albums      | 8        |
| Bélgica (Flandes) | Ultratop 200 Albums      | 24       |
| Canadá            | Canadian Albums Chart    | 34       |
| Dinamarca         | Danish Albums Chart      | 38       |
| Escocia           | Scottish Albums Chart    | 4        |
| España            | Spanish Albums Chart     | 26       |
| Estados Unidos    | Billboard 200            | 23       |
| Estados Unidos    | Top Rock Albums          | 2        |
| Francia           | SNEP Albums Chart        | 127      |
| Irlanda           | Irish Music Charts       | 6        |
| Noruega           | VG-lista Albums Chart    | 9        |
| Nueva Zelanda     | New Zealand Albums Chart | 24       |
| Países Bajos      | Mega Albums Top 100      | 5        |
| Reino Unido       | UK Albums Chart          | 4        |
| Suecia            | Swedish Albums Chart     | 5        |
| Suiza             | Swiss Albums Chart       | 7        |